# Mirond Lake 184E
Mirond Lake 184E är ett reservat i Kanada.   Det ligger i provinsen Saskatchewan, i den centrala delen av landet, 2 200 km nordväst om huvudstaden Ottawa.
Trakten runt Mirond Lake 184E består i huvudsak av gräsmarker. Trakten runt Mirond Lake 184E är nära nog obefolkad, med mindre än två invånare per kvadratkilometer.